# Trophocosta
Trophocosta is een geslacht van vlinders van de familie bladrollers (Tortricidae), uit de onderfamilie Tortricinae.

## Soorten
- T. argyrosperma (Diakonoff, 1953)
- T. aurea Razowski, 1966
- T. conchodes (Meyrick, 1910)
- T. cyanoxantha (Meyrick, 1907)
- T. hilarochroma (Diakonoff, 1951)
- T. multiastra Razowski, 1964
- T. nitens Razowski, 1964
- T. nummifera (Meyrick, 1910)
- T. perusta (Diakonoff, 1953)
- T. tucki Razowski, 1986